# Flatpak

Badge đề xuất để quảng bá ứng dụng trên Flathub từ năm 2023, phiên bản tiếng Anh

Flatpak là một phần mềm tiện ích dùng cho việc triển khai phần mềm và quản lý gói cho Linux. Nó cung cấp một môi trường sandbox cho phép người dùng chạy phần mềm tách biệt khỏi phần còn lại của hệ thống. Flatpak từng được gọi là xdg-app cho đến năm 2016.

## Tính năng
Ứng dụng sử dụng Flatpak cần quyền để truy cập vào các tài nguyên hệ thống như Bluetooth, âm thanh (với PulseAudio), mạng, và tập tin. Các quyền này được cấu hình bởi người bảo trì ứng dụng Flatpak và có thể được thêm hoặc gỡ bỏ bởi người dùng trên hệ thống của họ.
Một tính năng then chốt nữa của Flatpak là cho phép nhà phát triển ứng dụng cung cấp trực tiếp các bản cập nhật đến với người dùng mà không cần thông qua các bản phân phối, và không phải đóng gói và kiểm thử ứng dụng riêng biệt cho từng bản phân phối.
Vì Flatpak chạy trong môi trường sandbox (cung cấp riêng một phiên bản ABI ổn định của tất cả các thư viện hệ thống phổ biến), nó sử dụng nhiều dung lượng trên hệ thống hơn so với các gói thông thường. Tuy nhiên, OSTree, một thành phần của Flatpak, sẽ loại bỏ các tệp trùng lặp. Điều này có nghĩa là những ứng dụng Flatpak đầu tiên được cài đặt sẽ chiếm nhiều dung lượng hơn, song dung lượng sẽ dần được tiết kiệm khi tiếp tục cài thêm nhiều ứng dụng khác.

Flathub, một kho lưu trữ (hoặc nguồn từ xa theo thuật ngữ của Flatpak) tại flathub.org, đã trở thành tiêu chuẩn mặc nhiên cho việc tải ứng dụng đóng gói bằng Flatpak.  Các gói được đóng góp bởi cả các quản trị viên Flathub và các nhà phát triển ứng dụng, với sự ưu tiên cho các ứng dụng do chính nhà phát triển tải lên. Mặc dù Flathub là nguồn mặc nhiên cho ứng dụng đóng gói bằng Flatpak, có thể tạo một kho Flatpak độc lập với Flathub.

## Hỗ trợ
Về mặt lí thuyết, các ứng dụng Flatpak có thể được cài đặt trên bất kì bản phân phối Linux đang tồn tại hoặc trong tương lai, kể cả những bản được cài đặt sử dụng lớp tương thích Windows Subsystem for Linux, miễn là bubblewrap và OSTree có sẵn.
Nó cũng có thể được sử dụng trên các hệ thống dựa trên hạt nhân Linux như Chrome OS.